# واتسون (شركة)
واتسون هي سلسلة متاجر صينية تهتم برعاية صحية، وهي تابعة لمجموعة أي.سي. واتسون.